# Analyse d'un polymère
L’analyse des polymères est la partie de la science des polymères qui concerne leur analyse, c’est-à-dire leur identification, leur caractérisation et leur dosage. Le tableau suivant liste les principales méthodes d’analyse des polymères en fonction des caractéristiques recherchées.
| Caractéristiques à étudier | Exemples de méthodes d’analyse |
| --- | --- |
| Identification et dosage : - des unités répétitives des copolymères ; - des irrégularités structurales (tête à queue, tête à tête ou queue à queue) des polymères ; - de la tacticité (atacticité, isotacticité ou syndiotacticité) des polymères.                                                                                                | Spectrométrie optique : - spectrométrie infrarouge ; - spectrométrie Raman. Spectrométrie de résonance magnétique : - RMN. Chromatographie en phase gazeuse-spectrométrie de masse (CG-SM). |
| Masses molaires et leur distribution. | En solution : - viscosimétrie ; - chromatographie par exclusion stérique (CES) ; - fractionnement par couplage flux-force (FFF) ; - diffusion statique de la lumière ; - diffusion dynamique de la lumière ; - osmométrie ; - tonométrie ; - cryométrie ; - ébulliométrie ; - ultracentrifugation. À l'état fondu : - rhéométrie rotationnelle ou capillaire à écoulement forcé ; - indice de fluidité (Melt flow index, MFI). |
| Répartition des taux de ramification des polymères ramifiés. | CES. |
| Densité de réticulation des polymères réticulés. | - Analyse sol-gel ; - gonflement par solvants. |
| Cristallinité et orientation des chaînes. | - Analyses thermiques : mesure des enthalpies de fusion ; - densimétrie : mesure de densité au moyen d'un pycnomètre à gaz ; - diffractométrie de rayons X ; - diffusion des rayons X. |
| Propriétés mécaniques/rhéologie des polymères : - contrainte à la rupture ; - allongement à la rupture ; - viscoélasticité : - fluage et relaxation de contrainte, - viscosité complexe (η*), - modules (E* et G*) et complaisance (J*) complexes, - amortissement (tan δ), - transitions vitreuses (Tg) et sous-vitreuses, - courbes maîtresses. | - Essais mécaniques traditionnels ; extensométrie ; - Rhéométrie en oscillation ; - DMA. |
| Influence des charges, d’additifs..., en formulation Suivi de réticulation. | Rhéométrie - DMA. |
| Comportement thermique d'un polymère : - transition vitreuse de tous les polymères ; - fusion et cristallisation des polymères semi-cristallins ; - réticulation des polymères thermodurcissables ; - dégradation de tous les polymères par : - coupure de chaînes, - dépolymérisation, - recombinaison thermochimique.                           | Analyses thermiques. |
| Caractéristiques électriques. | Spectroscopie diélectrique. |

## Revues scientifiques
- International Journal of Polymer Analysis and Characterization